# Chimera (serie de televisión)
Chimera (Hangul: 키마이라; RR: Kimaira) es una serie de televisión surcoreana transmitida del 30 de octubre del 2021 hasta el 19 de diciembre de 2021 a través de OCN.
La serie cuenta la historia de tres personajes que investigan secretos de los últimos 30 años para encontrar a un culpable llamado 'Quimera'.

## Sinopsis
El caso conocido como el "incidente de Quimera", es un crimen relacionado con un asesino en serie y una explosión que sacudió el año de 1984. Exactamente treinta y cinco años después en 2019, ocurre exactamente lo mismo y al igual que la terrible explosión del pasado, el asesino del crimen es conocido como "Quimera" (un monstruo de la mitología griega con cabeza de león, cuerpo de cabra y cola de serpiente que dispara fuego por la garganta).
La historia sigue a Cha Jae-hwan, un veterano detective de crímenes violentos; Eugene Hathaway, una perfiladora criminal y Lee Joong-yeob, un cirujano, quienes mientras rastrean al criminal, descubren los secretos entre los dos casos.

## Reparto

### Personajes principales
| Actor                    | Personaje                 | Episodio(s) | Notas |
| ------------------------ | ------------------------- | ----------- | --- |
| Park Hae-soo             | Det. Cha Jae-hwan         | -           | Es un detective de homicidios perfeccionista.                                                                     |
| Lee Hee-joon Lee Joo-won | Dr. Lee Joong-yeob        | - 4-5       | Es un cirujano.                                                                                                   |
| Claudia Kim              | Eugene Hathaway (Yoo-jin) | -           | Es una perfiladora del FBI.                                                                                       |
| Cha Joo-young            | Kim Hyo-kyeong            | -           | Es una reportera de élite que pertenece al equipo de reportajes de investigación de una empresa de radiodifusión. |

### Personajes secundarios

#### Sede de Investigación Especial de Zhongshan West
| Actor                | Personaje           | N.º de episodios | Notas |
| -------------------- | ------------------- | ---------------- | --- |
| Woo Hyun Yang Joo-ho | Bae Seung-gwan      | -                | Es el jefe de la policía de Zhongshan. |
| Heo Joon-seok        | Go Kwang-soo        | -                | Es el jefe del equipo de investigación especial. |
| Kwon Hyuk-hyun       | Det. Lee Geon-yeong | -                | En joven detective y agente del poderoso equipo de investigaciones especiales. Es cercano a Cha Jae-hwan, a quien admira lo suficiente como para seguirlo en todo lo que hace. Siente un poco de celos por Eugene Hathaway, ya que aspira a llegar alto como ella. |
| Yoon Ji-won          | Jang Ha-na          | -                | En una joven agente del equipo de investigación especial. Es buena con las computadoras y trabaja en la sala de análisis de imágenes. |
| Kim Ji-hoon          | Det. Jo Han-cheol   | -                | En un detective de homicidios. |
| Jung Young-ki        | Det. Im Pil-seong   | -                | En un detective de homicidios. |

#### Personas cercanas a Jae-hwan
| Actor                      | Personaje    | N.º de episodios | Notas                                                               |
| -------------------------- | ------------ | ---------------- | ------------------------------------------------------------------- |
| Kang Shin-il Kim Hyo-myung | Han Joo-seok | - 2              | Es el jefe del departamento de homicidios.                          |
| Nam Ki-ae                  | Cha Eun-soo  | -                | Es la madre de Cha Jae-hwan, quien sufre de péridida de la memoria. |

#### Miembros del Grupo Seo-ryun
| Actor                    | Personaje     | N.º de episodios | Notas                                                       |
| ------------------------ | ------------- | ---------------- | ----------------------------------------------------------- |
| Kim Gwi-sun              | Lee Min-ki    | -                | Es un miembro del Parlamento y el hermano de Lee Hwa-jeong. |
| Kim Ho-jung              | Lee Hwa-jeong | -                | Es la presidente del Hospital Seo-ryun.                     |
| Lee Ki-young Lee Si-hoon | Seo Hyun-tae  | -                | Es el presidente del Grupo Seo-ryun.                        |

### Otros personajes
| Actor                        | Personaje          | N.º de episodios | Notas |
| ---------------------------- | ------------------ | ---------------- | --- |
| Lee Seung-hoon Kwon Hyuk-bum | Det. Hahm Yong-bok | -                | Es un ex detective que en el pasado estuvo involucrado en la investigación de Quimera junto a Joo-joo y Bae Seung-gwan. Ahora es dueño de un salón de belleza. |
| Kong Hyun-ji                 | -                  | -                | Es una enfermera. |
| Shin Min-jae                 | Kang Ho-dong       | 1-2              | Es un criminal. |
| Yeom Dong-hun Kim Do-hyeong  | Son Wan-ki         | -                | |
| Lee Seung-hee                | -                  | 1                | Es la amante de Son Wan-ki. |
| Kim Seung-hyun               | -                  | -                | Es un invitado del juego ilegal. |
| Yoon Jong-goo                | -                  | 1                | Es un participante en la casa de juegos. |
| Yoo Sang-hoon                | -                  | 1                | Es un guardia de seguridad de la casa de juegos. |
| Seo Young-hwa                | -                  | 1                | Es la chamán de la casa de juegos. |
| Ryu Tae-ho                   | -                  | 1                | Es un examinador médico. |
| Lee Gyu-bok                  | -                  | 1                | Es un bombero. |
| Uhm Hye-soo                  | -                  | 1                | Es una enfermera. |
| Oh Jin-ha                    | -                  | 1                | Es una enfermera. |
| Kang Chul-sung               | -                  | 1                | Es un doctor. |
| Heo Hyung-kyu                | -                  | 1                | Es un investigador de KCSI. |
| Kim Sa-hun                   | -                  | 1                | Es un reportero. |
| Kang Sang-won                | Lee Sang-woo       | 2                | |
| Ju Ho                        | -                  | 2                | Es un detective. |
| Bae Gi-beom                  | -                  | 3                | Es un oficial de la policía. |
| Kim Jeong-hak                | -                  | 4                | Es un gerente. |
| Lee Jae-eun                  | Ms. Jang           | 4                | |
| Song Kyung-eui               | Park In-sang       | 4                | |
| Kim Do-shin                  | Choi Jong-ho       | 4                | |
| Min Dae-shik                 | -                  | 4                | Es un ejecutivo. |
| Jang Joon-ho                 | -                  | 4                | Es un ejecutivo. |
| Ok Joo-ri                    | -                  | 4                | Es la arrendadora de Han Joo-seok. |
| Kim Sang-il                  | -                  | 4                | Es un ejecutivo del departamento lergal. |
| Shim Young-min               | Park Sung-hwa      | 4                | |
| Han Ji-wan                   | Ryu Sung-hee       |                  | |
| Song Yoo-hyun                | Yu-ni              |                  | |

### Apariciones especiales
| Actor       | Personaje       | Episodio(s) donde apareció | Notas           |
| ----------- | --------------- | -------------------------- | --------------- |
| Im Chul-soo | Hong Young-sjik | 1-2                        | Es un criminal. |

## Episodios
La serie está conformada por dieciséis episodios, los cuales fueron transmitidos todos los sábados y domingos a las 10:30 p. m. (KST).

### Ratings
Los números en color rojo indican las calificaciones más bajas, mientras que los números en azul indican las calificaciones más altas.
| Episodio | Fecha de emisión        | Participación promedio de audiencia (Nielsen Korea) | Participación promedio de audiencia (Nielsen Korea) |
| Episodio | Fecha de emisión        | Nacional                                            | Seúl                                                |
| -------- | ----------------------- | --------------------------------------------------- | --------------------------------------------------- |
| 1        | 30 de octubre de 2021   | 0.949%                                              | N/A                                                 |
| 2        | 31 de octubre de 2021   | 1.352%                                              | 1.741%                                              |
| 3        | 6 de noviembre de 2021  | 0.868%                                              | N/A                                                 |
| 4        | 7 de noviembre de 2021  | 1.084%                                              | N/A                                                 |
| 5        | 13 de noviembre de 2021 | 1.002%                                              | N/A                                                 |
| 6        | 14 de noviembre de 2021 | 1.427%                                              | 1.515%                                              |
| 7        | 20 de noviembre de 2021 | 0.935%                                              | N/A                                                 |
| 8        | 21 de noviembre de 2021 | 1.571%                                              | N/A                                                 |
| 9        | 27 de noviembre de 2021 | 1.101%                                              | N/A                                                 |
| 10       | 28 de noviembre de 2021 | 2.108% (5.ª)                                        | 2.075% (2.ª)                                        |
| 11       | 4 de diciembre de 2021  | 1.239%                                              | N/A                                                 |
| 12       | 5 de diciembre de 2021  | 2.088%                                              | 1.915%                                              |
| 13       | 11 de diciembre de 2021 | 1.185%                                              | N/A                                                 |
| 14       | 12 de diciembre de 2021 | 2.018% (4.ª)                                        | 1.935% (4.ª)                                        |
| 15       | 18 de diciembre de 2021 | 1.744% (N/A)                                        | N/A                                                 |
| 16       | 19 de diciembre de 2021 | 2.390% (N/A)                                        | 2.423% (N/A)                                        |
| Promedio | Promedio                | %                                                   | %                                                   |

## Producción
La serie también es conocida como "Chemistry" y es una creación de la OCN (Plan Production).
La dirección está a cargo de Kim Do-hoon, quien contó en el guion con Lee Jin-mae (이진매). Por otro lado, la producción es realizada por Lee Jin-seok, junto con el productor ejecutivo Lee Kyung-seok (CP) y la música está en manos de Kim Jun-seok.
Las filmaciones comenzaron en 2019 con un costo de ₩13 mil millones y fue estrenada en octubre de 2021. El 16 de julio de 2019 se informó que se había producido una agresión sexual durante una cena que la empresa para el personal de producción del drama que se llevó a cabo el 15 de junio del mismo año, en donde una miembro del equipo de guionistas acusaba a un asistente de dirección, esto ocasionó que las filmaciones de la serie se detuvieran temporalmente. Posteriormente el asistente de dirección abandonó la serie y las filmaciones fueron retomadas.
La serie también contó con el apoyo de la compañía de producción JS Pictures.

### Distribución internacional
La serie está disponible con subtítulos en Viki.